# Клод Леви-Строс
Клод Леви-Строс (на френски: Claude Lévi-Strauss, [klod levi stʁos]) е френски антрополог и етнолог, оказал решаващо въздействие за формирането и развитието на теорията на структурализма и структурната антропология.
Заема катедрата по социална антропология в Колеж дьо Франс между 1959 и 1982 година и е избран за член на Френската академия през 1973. Удостояван е с множество отличия от университети и други институции в целия свят и е наричан, наред с Джеймс Джордж Фрейзър и Франц Боас, „баща на съвременната антропология“.
Леви-Строс смята, че разумът на „дивака“ има същата структура, като този на „цивилизования“, и че човешките характеристики са едни и същи навсякъде. Тези възгледи намират своята кулминация в известната му книга „Тъжни тропици“, която го утвърждава като една от централните фигури в структуралистката школа. Освен в социологията, неговите идеи намират отзвук в различни области на хуманитаристиката, включително във философията.

## Биография
Роден е на 28 ноември 1908 година в Брюксел, Белгия, където родителите му пребивават, докато баща му, художник-портретист, изпълнява поръчка. Скоро семейството се връща в Париж, като се нанася в жилището на ул. „Клод Лорен“, което Клод обитава до смъртта си. През Първата световна война временно пребивава при дядо си по майчина линия, Емил Леви (Emile Lévy), който е главен равин на Версай. Другият му дядо, Исак Строс, също от еврейски произход, е бил диригент в дворцовия оркестър на Луи-Филип и Наполеон III.
Клод учи в парижки лицеи, следва право и завършва философия в Сорбоната. След две години гимназиално преподаване, в средата на 30-те години приема пост в университета в Сао Паоло. При престоя си в Бразилия Леви-Строс отблизо се запознава с културата на туземното население, като организира и две мащабни експедиции и прави своите теренни проучвания. След кратко завръщане във Франция се премества в Ню Йорк, където работи в редица институции, приютили европейски интелектуалци, прогонени от Втората световна война. Няколко години след края ѝ, отново във Франция той се хабилитира и публикува първите си монографии. През 1959 г. получава катедра в Колеж дьо Франс и в следващото десетилетие творческата му кариера е в своя апогей. След 1970 и до края на живота си той продължава да публикува, но главно допълва своите по ранни разработки.
В студентските си години Леви-Строс е с леви убеждения, но след Войната и най-вече след Май 68 заема неутрална позиция. Неговата трайна просвещенска нагласа, както и материалистки убеждения обаче, не позволяват той да бъде възприет като политически разположен вдясно.
В продължение на повече от 50 години Леви-Строс работи за ЮНЕСКО. Във Франция до края на живота си той остава емблематична фигура за интелектуалните среди.
Умира на 30 октомври 2009 година в Париж на 100-годишна възраст.

## Творчество и идеи
Идеите на Леви-Строс изкристализират по време на престоя му в Ню-Йорк, когато се запознава с лингвиста Роман Якобсон и с ранните разработки в теорията на информацията. Хабилитационният му труд „Елементарните структури на родството“ е публикуван с допълнение написано от математика Андре Вейл.
В следващите години Леви Строс се посвещава на изучаването на тотемизма като предварително обобщава внушително количество етнографски материал. По-спекулативните изводи от своята работа публикува в отделна книга „Дивата мисъл“, която остава като едно от най-ярките му произведения. Междувременно излиза „Тъжните тропици" – жанрово неопределена книга, която смесва пътеписи, теренна работа и есеистични отклонения; сред широката публика тя има изненадващ отзвук и успява да направи своя автор знаменит. Текстовете на Леви-Строс стават търсени и той започва да популяризира своите идеи в различни издания, а също и съставя сборника от по-ранни работи „Структурална антропология“.
През 60-те години Леви-Строс работи върху своите „Митологики“, мащабно изследване, което изявява свързаността на митовете, разпространени в двете Америки. Резултатът обаче се приема доста резервирано, тъй предметът му е уникален, а тотализиращата методология трудно би била възпроизводима другаде. Към четирите тома през следващите десетилетия се добавят още три книги, наричани понякога „малките митологики“. Леви-Строс съставя и още два сборника с вече публикувани статии, като при последния се отказва заглавието „Структурална антропология“.
В множество западни учебници по антропология и етнология Клод Леви-Строс се определя като една от водещите фигури в тези научни дисциплини в съвременна Европа. Изгражда се като учен под влияние на идеите на позитивизма, но същевременно изучава теорията на структурната лингвистика, чиито формални изследователски методи се опитва да внесе и в етнологията. Добива известност най-напред с ценните си публикации по култура и бит на бразилските индианци, както и с оригиналните си анализи на системите на родство. По-късно се занимава със сравнителна митология, като особен интерес проявява към тотемизма и религиозните вярвания, на които посвещава и основните си съчинения.

### Съчинения
- 1948 La Vie familiale et sociale des Indiens Nambikwara
- 1949 Les Structures élémentaires de la parenté
- 1952 Race et Histoire
  - Раса и история, София: Христо Ботев, 1997. ISBN 954-445-496-9
- 1955 Tristes Tropiques
  - Тъжни тропици, Плевен: Евразия-Абагар, 1997. ISBN 954-450-078-2
- 1958 Anthropologie structurale
  - Структура на мита, София: София-С-А. 1996
- 1962 Le Totémisme aujourd'hui
- 1963 La Pensée sauvage
  - Дивото мислене, Плевен: ЕА, 2002. ISBN 954-450-132-0
- 1964 – 71 Mythologiques, I-IV
- 1973 Anthropologie structurale II
  - Структурална антропология II, София: Христо Ботев, 1995. ISBN 954-445-325-3
- 1985 La Potière jalouse
  - Ревнивата грънчарка, София: Наука и изкуство, 1994. ISBN 954-02-0174-8
- 1991 Histoire de Lynx

### Публикации
- 1952 Le Père Noël supplicié, Les Temps Modernes, mars 1952, pp. 1572 – 90) / Дядо Коледа на кладата, в-к Култура, бр. 44 (2527), 19 декември 2008

## За него
- Wilcken, Patrick (2011), Claude Lévi-Strauss: The Poet in the Laboratory, London, UK: Bloomsbury, ISBN 978-0-7475-8362-2